# ソー・ウィン
ソー・ウィン（Soe Win、1947年5月10日 - 2007年10月12日）は、ミャンマーの軍人、政治家。第13代首相、大将。
軍事政権の最高実力者である国家平和発展評議会（SPDC）議長 タン・シュエの懐刀で、2003年5月に民主化運動指導者 アウンサンスーチーが身柄を再拘束された時の司令官といわれる。

## 経歴
北西軍管区司令官、空軍司令官などを歴任し、2003年8月、SPDC第一書記に就任。 2004年10月、前任の首相 キン・ニュンの解任を受けて、後任の首相に就任した。 首相就任時の序列はキン・ニュンに次ぐ第4位。
病気治療のため、2007年2月末よりシンガポールにて入院していたが体調は安定せず、同年5月18日に首相の座を降り、SPDC第一書記のテイン・セインに首相代行を委ねていた。同年10月1日にミャンマーに帰国するも、同月12日にヤンゴン市内の軍病院で死去。病名は明らかにされていないが白血病と見られている。

## 参考
1. ↑  “ミャンマーの首相死去、軍政の強硬派　政局への影響なし”. 朝日新聞 (2007年10月12日). 2007年10月13日時点のオリジナルよりアーカイブ。2022年6月22日閲覧。